# Chili Trench Cemetery
Chili Trench Cemetery is een Britse militaire begraafplaats met gesneuvelden uit de Eerste Wereldoorlog en is gelegen in de Franse gemeente Gavrelle (Pas-de-Calais). De begraafplaats ligt 1700 m ten zuidwesten van het centrum (gemeentehuis) langs de weg naar Fampoux. Ze heeft een onregelmatige vorm en is begrensd door een natuurstenen muur. Het Cross of Sacrifice staat direct bij de toegang aan de zuidoostelijke zijde. De begraafplaats wordt onderhouden door de Commonwealth War Graves Commission. Er worden 199 slachtoffers herdacht.

## Geschiedenis
Gavrelle werd op 23 april 1917 door de Royal Naval Division veroverd maar ging op 28 maart 1918 terug verloren tijdens het Duitse lenteoffensief. Het werd op 27 augustus van dat jaar door de 51st (Highland) Division heroverd. 
De begraafplaats werd door eenheden van de 37th Division in april en mei 1917 aangelegd. Ze was ook gekend als Gavrelle Road Cemetery of Fampoux Cemetery. 
Er liggen 199 Britten begraven waaronder 19 niet geïdentificeerde. Voor 86 slachtoffers werden Special Memorials opgericht omdat hun graven door artillerievuur werden vernietigd. In 1934 werden 4 graven vanuit de gemeentelijke begraafplaats van Monchecourt naar hier overgebracht.
Tijdens de Tweede Wereldoorlog werd hier één slachtoffer begraven. David Stuart Harold Bury was officier bij de Royal Air Force en sneuvelde op 19 mei 1940.

## Graven

### Onderscheiden militairen
- H. G. Hughes, luitenant bij het Machine Gun Corps (Infantry) werd onderscheiden met het Military Cross (MC).
- korporaal Thomas Henry Curl en soldaat Josehp Taylor ontvingen de Military Medal (MM).

### Alias
- sergeant David Johnston diende onder het alias D. Simpson bij de Royal Fusiliers.